# Jean Cadell
Jean Dunlop Cadell (13. září 1884 Edinburgh, Skotsko – 29. září 1967 Londýn, Anglie) byla skotská herečka, která se proslavila charakterními rolemi. Ačkoli se po svatbě jmenovala Jean Dunlop Perceval-Clark, v herectví si ponechala své rodné příjmení.

## Životopis
Narodila se na Buckingham Terrace v Edinburghu jako dcera chirurga Dr. Francise Cadella (1844–1909) a jeho ženy Mary Hamilton Boileau (1853–1907) [3]. V mládí se rodina přestěhovala na Ainslie Place, do velkého georgiánského domu na panství Moray Estate.
Její bratr, Francis Cadell, byl jedním ze Scottish Colourists. Vdala se za herce Percevala Perceval-Clarka. Jean i Perceval si spolu zahráli ve hře The Man Who Stayed at Home. Její syn, John Cadell Perceval-Clark (narozený v roce 1915), si změnil jméno na John Cadell a stal se divadelním agentem. Její vnuk Simon Cadell a vnučka Selina Cadell se také stali herci.
Ona sama hrála v kině i na divadelních prknech. Mezi její nejznámější filmové role patří ty v komedii Whisky Galore! (1949) od Ealing Studios, a také ve filmech Pygmalion (1938) a I Know Where I'm Going! (1945). Jednou si zahrála v Hollywoodu s W.C. Fieldsem v produkci Davida Copperfielda (1935) studia Metro-Goldwyn-Mayer, kde ztvárnila paní Micawberovou a on hrál Wilkinsa Micawbera. Ačkoli Cadell zůstala ve finální verzi filmu, její největší scéna (když se rodina Micawberových připravuje na emigraci) byla vystřižena.
Kromě mnoha filmů se Cadell objevila i v televizi, například v roce 1957 hrála markýzu z Andalusie v epizodě Prize of Andalusia seriálu The Buccaneers.
Jean Cadell zemřela v Londýně 29. září 1967 ve věku 83 let. Je pohřbena se svou rodinou na hřbitově Dean Cemetery v západním Edinburghu. Hrob leží u jižní zdi.